# Sutton Bank

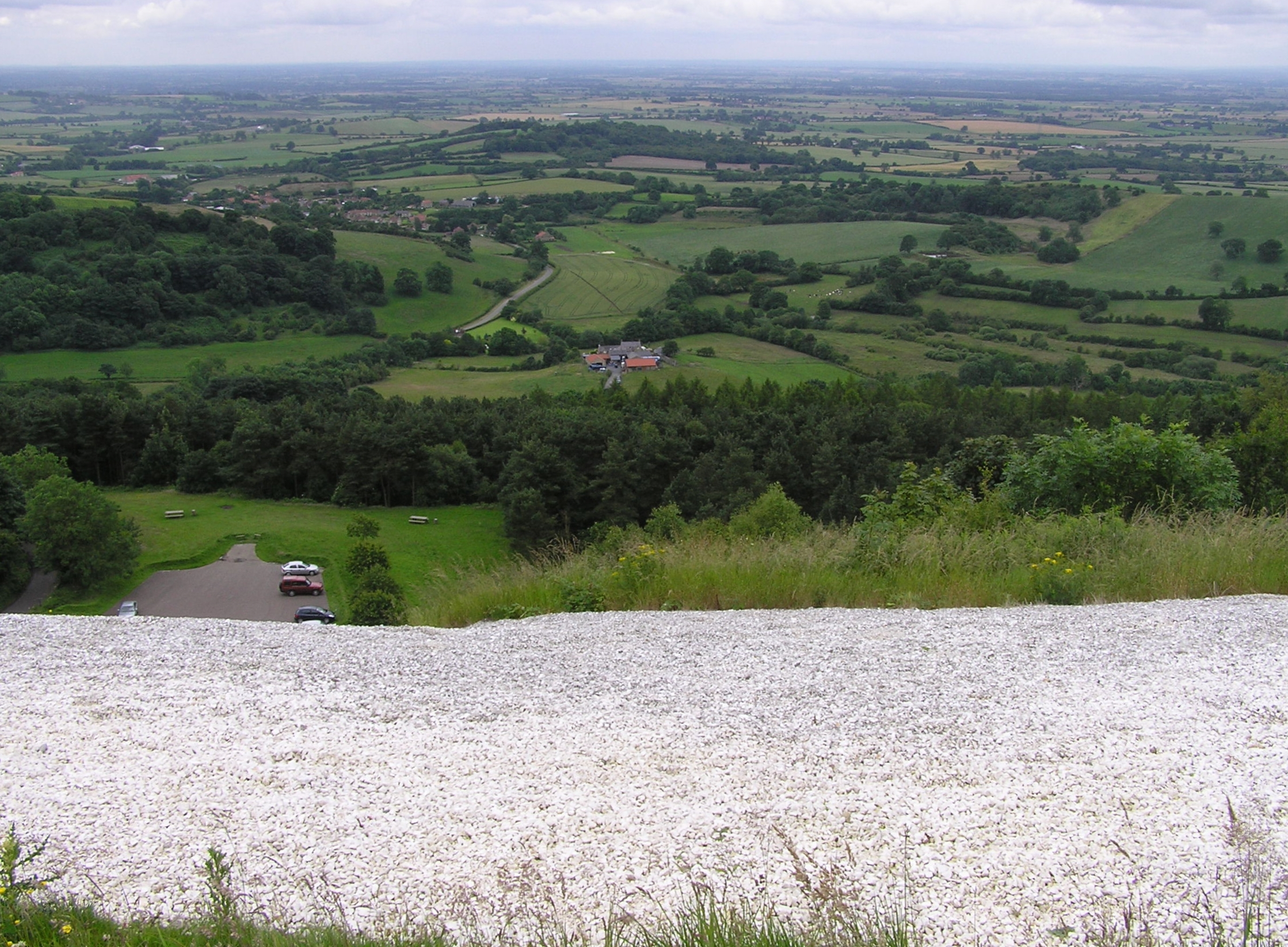
Aussicht über das Vale of York vom Kilburn White Horse aus.

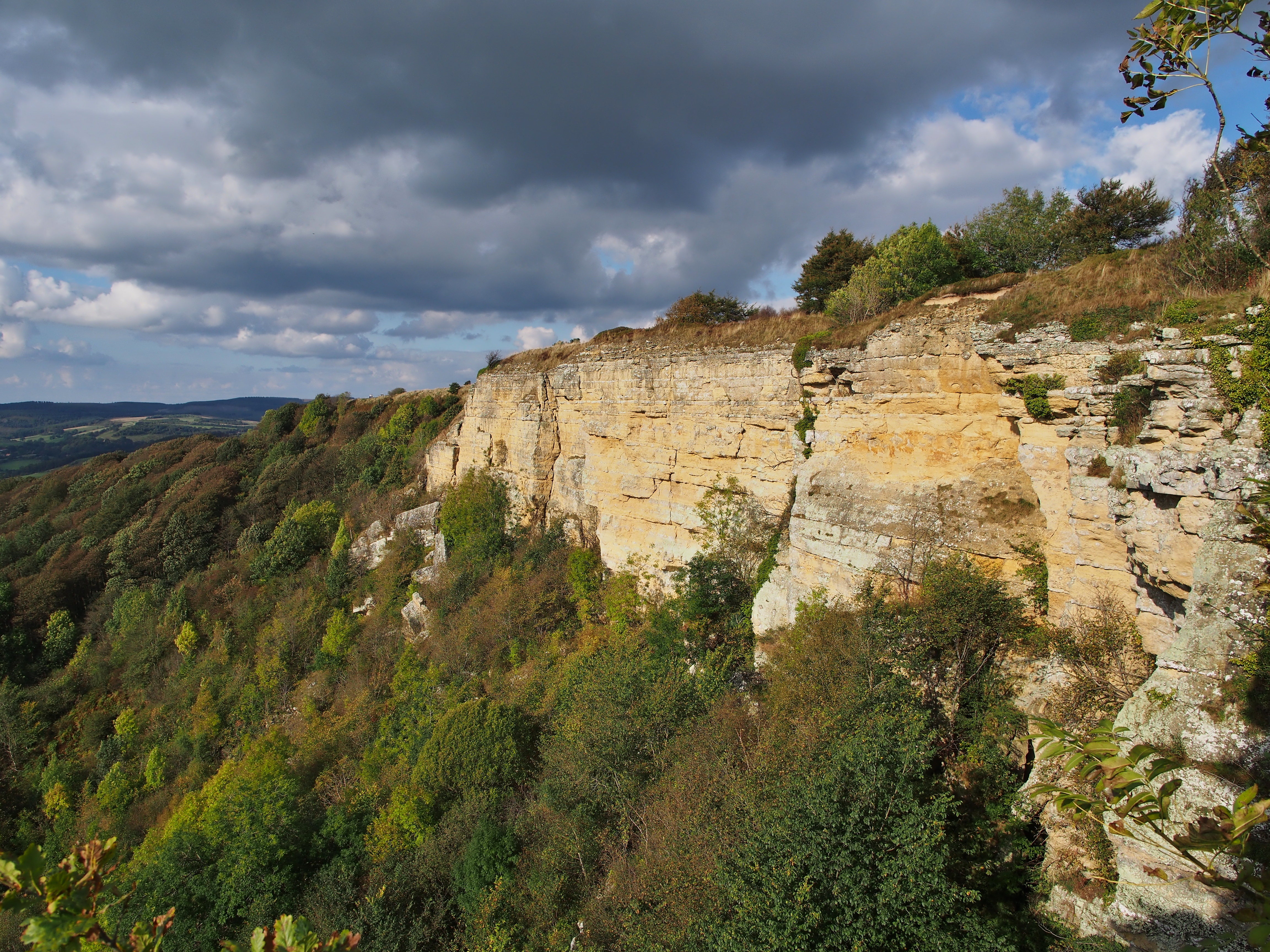
Das Whitestone Cliff bildet eine nach Westen schauende Klippe direkt nördlich der Passstraße

Sutton Bank ist eine Erhebung in North Yorkshire, Nordostengland. Sie liegt am Rande der Howardian Hills und damit auch am Rand der North York Moors. Bekannt ist sie vor allem für ihre spektakuläre Aussicht, insbesondere vom Kliff Roulston Scar aus: von dort lässt sich das Vale of York und das Vale of Mowbray überblicken, die Sichtweite beträgt an klaren Tagen etwa 50 Kilometer. Das fast vertikale Kliff an seiner Südseite ist 140 Meter hoch. 

## Geschichte
Sutton Bank entstand während der Weichsel-Eiszeit, als sich ein Gletscher durch die Senkung zwischen den North York Moors im Osten und den Pennines im Westen schob.
Der Höhenzug diente bereits in der Eisenzeit als Standort einer großen Befestigungsanlage die etwa 400 v. Chr. entstand. Die heute noch vorhandenen Erdarbeiten legen eine Größe der Anlage von mindestens 24 Hektar nahe, die größten noch vorhandenen Erdaufschüttungen habe heute eine Höhe von knapp drei Metern. Größere Teile der Anlage wurden in der zweiten Hälfte des 20. Jahrhunderts zerstört, als der Segelflugclub eine Landebahn und ein Clubhaus baute; dass dort Teile des Forts gestanden hatte, wurde erst später offensichtlich.

## Tourismus
Heute wird Sutton Bank vor allem touristisch genutzt: da die A 170 hier in die North York Moors eintritt, gilt Sutton Bank als „Eingangstor zum Nationalpark“ und ist Standort eines Besucherzentrums.
Der Fernwanderweg Cleveland Way führt über die Erhebung. Ein Segelflugclub, der Yorkshire Gliding Club, nutzt das Kliff seit 1933 als Flugplatz.
Das Kilburn White Horse schmückt seit 1857 einen Hang von Sutton Bank.

## Passstraße
Die A 170 überwindet beim Sutton-Bank-Anstieg auf etwa 1200 Meter Strecke einen Höhenunterschied von 160 Meter, wobei einzelne Teilabschnitte bis zu 25 % Steigung aufweisen, darunter auch eine Haarnadelkurve. Die Straße ist für Wohnmobile gesperrt.
Etwa 120-mal im Jahr muss die Polizei liegengebliebenen LKW Hilfe leisten, weitere 400 LKW brauchen teilweise mehrere Stunden für den Anstieg.